# Letni deszcz (film 2006)
Letni deszcz (hiszp. El camino de los ingleses) – hiszpańsko-brytyjski melodramat z 2006 roku w reżyserii Antonio Banderasa, zrealizowany na podstawie powieści Antonio Solera. Zdjęcia kręcono w Maladze.

## Fabuła
Akcja filmu ma miejsce w 1978 roku w Maladze. Młody chłopak, Miguelito, przechodzi rekonwalescencję po operacji nerki. Podczas pobytu w szpitalu otrzymuje od nieznajomego mężczyzny egzemplarz Boskiej komedii. Chłopak jest zafascynowany poezją i marzy, by rzucić pracę i zostać poetą. Po opuszczeniu szpitala dołącza do swoich kolegów: Babirusy, Paco i Moratallego. W pewnym momencie spotyka na swojej drodze wyjątkową dziewczynę – Luli. Od tej pory zaczyna się z nią umawiać.

## Obsada
- Alberto Amarilla – Miguelito Dávila
- María Ruiz – Luli
- Félix Gómez – Paco Frontón
- Raúl Arévalo – Babirusa
- Mario Casas – Moratalla
- Fran Perea – El Garganta
- Marta Nieto – "La Cuerpo"
- Victoria Abril – La Srta. del Casco Cartaginés